# Amfitheater van Pula

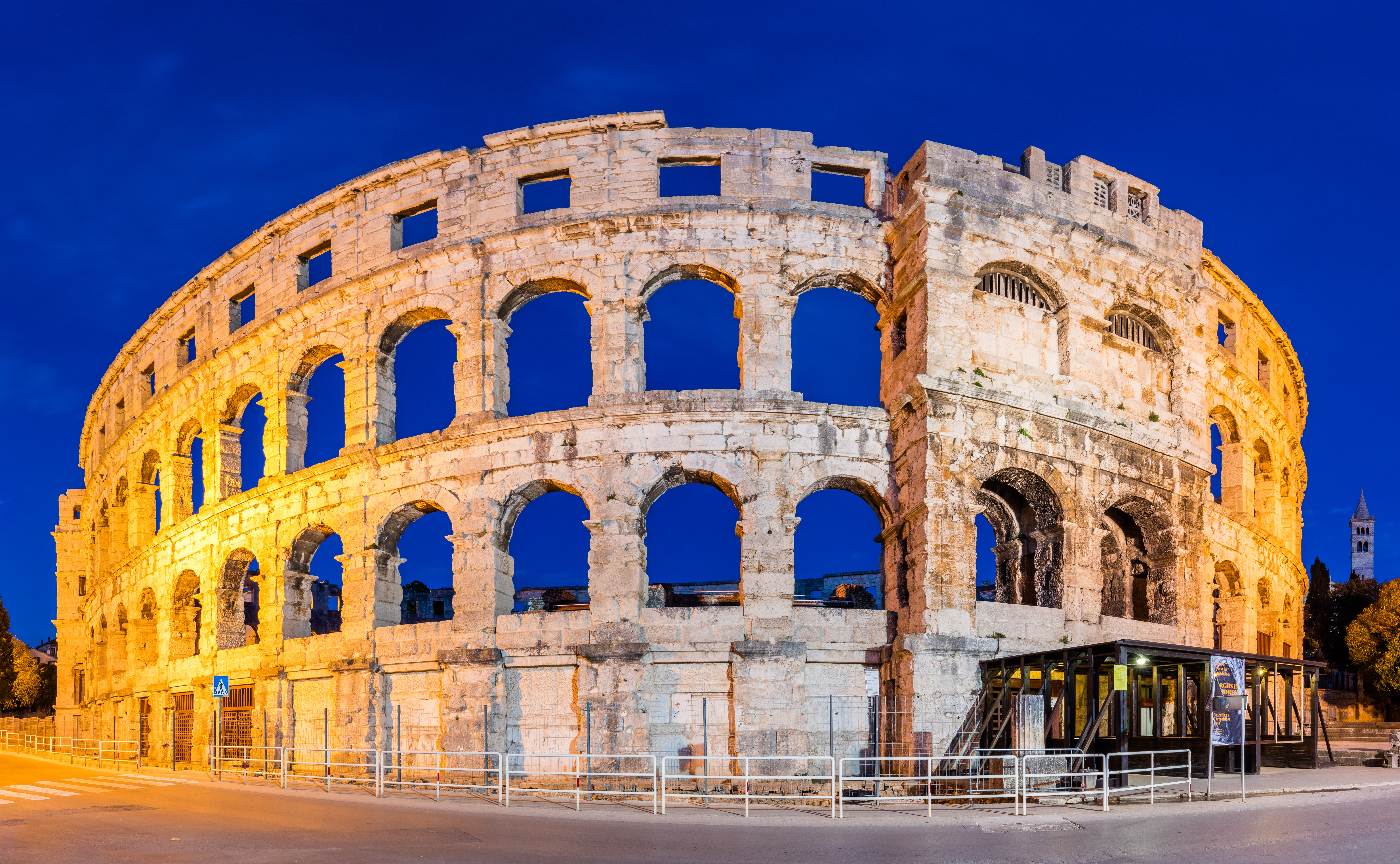
Het amfitheater bij nacht

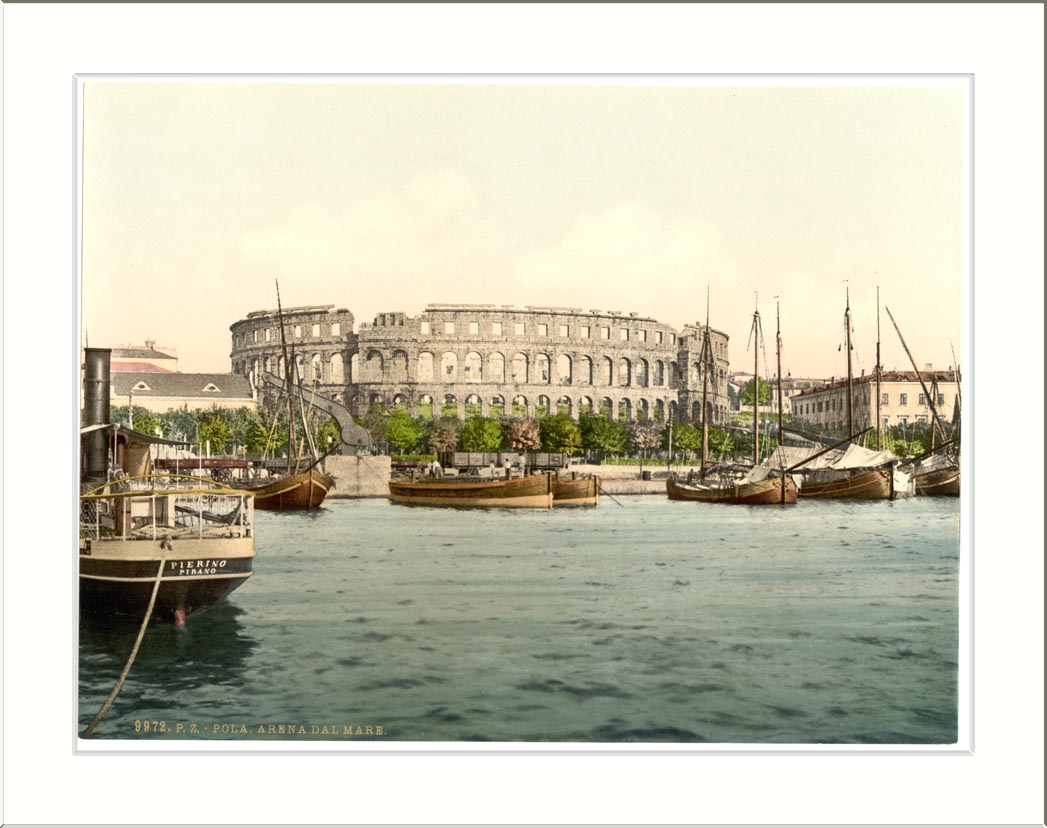
Het amfitheater gezien vanaf de haven tijdens de Oostenrijke tijd

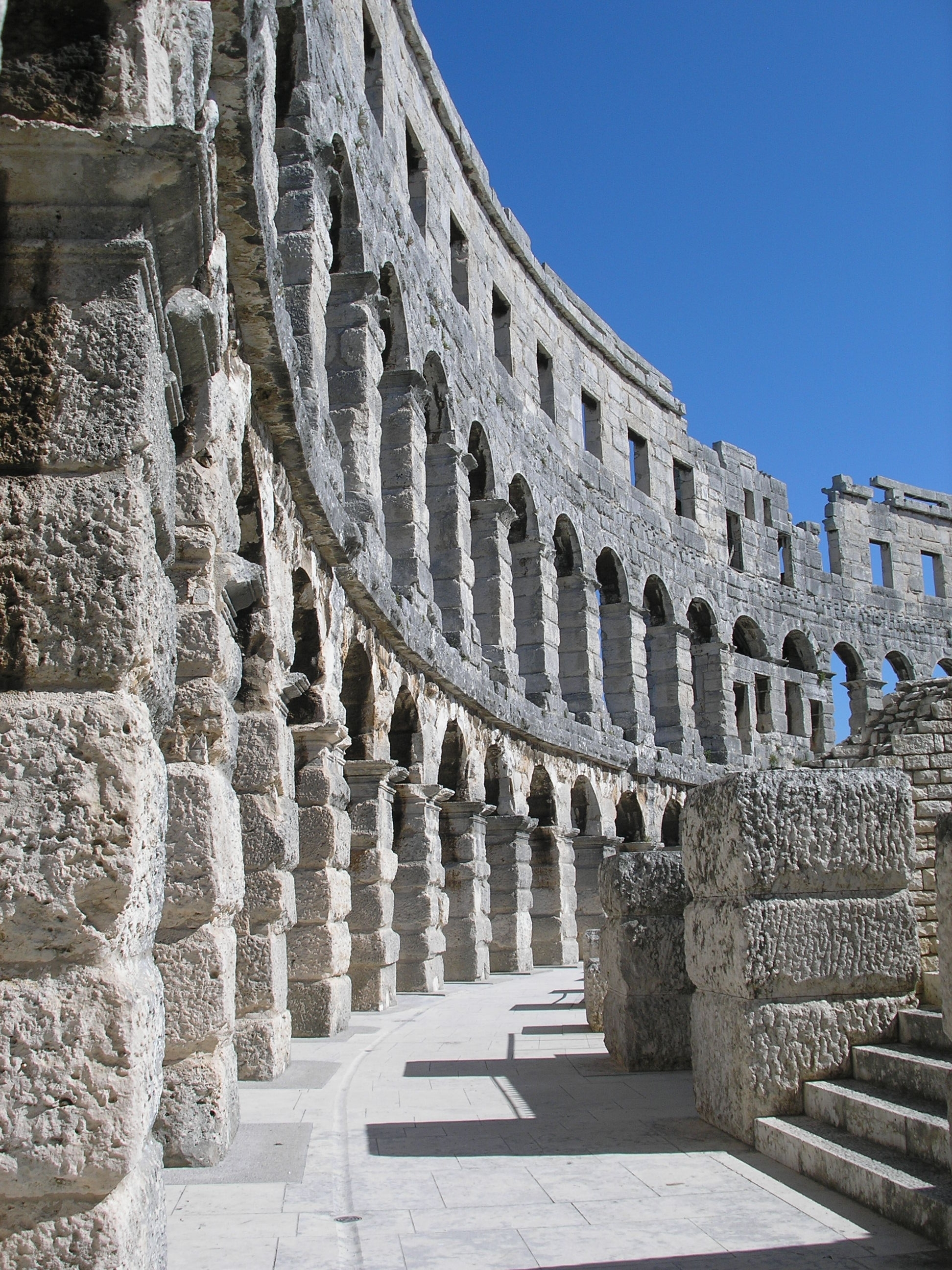
Gerestaureerde muur

Het Amfitheater van Pula (Kroatisch: Pulska Arena; Italiaans: Arena di Pola) is een Romeins amfitheater in de Kroatische stad Pula. Het is het enige overblijvende Romeinse amfitheater met vier zijtorens en waarin alle drie de Romeinse bouworden zijn verwerkt. Het werd gebouwd van 27 v.Chr. tot 68 n.Chr. en behoort tot de zes grootste nog bestaande Romeinse amfitheaters.
Het gebouw staat afgebeeld op de keerzijde van een 10 kunabiljet.

## Beschrijving
Het ovale gebouw heeft een oppervlakte van 132,45 bij 105,10 meter. De arena heeft afmetingen van 67,95 bij 41,65 meter. De buitenste ring is gebouwd uit kalksteen en bestaat uit drie verdiepingen. Op de lange en korte assen staan vier torens. De onderste twee verdiepingen bestaan uit 72 arcaden en de bovenste ring heeft 64 rechthoekige openingen. Omdat het amfitheater tegen een helling is gebouwd heeft de zijde hoger op de heuvel echter maar twee verdiepingen. Er was plaats voor 23.000 toeschouwers. De arena was met een ijzeren hek afgescheiden van het publiek. Er waren vijftien toegangspoorten en onder de vloer van de arena liepen tunnels van waaruit gladiatoren en wilde dieren de arena konden betreden. De gladiatoren waren meestal mannen, maar soms waren er vrouwen met zwepen om de leeuwen te temmen.

## Geschiedenis
Het amfitheater werd tussen 27 v.Chr. en 68 n.Chr. gebouwd, toen de stad een regionaal centrum werd onder de naam Pietas Iulia. Het gebouw kreeg de naam arena doordat de binnenplaats met zand (Latijn: arena) werd bedekt. Het werd gebouwd langs de Via Flavia, de heerweg die liep naar Aquileia en Rome.
Oorspronkelijk werd het gebouwd in hout. Dit werd vervangen door een klein stenen amfitheater tijdens de regeerperiode van keizer Claudius I. In 79 n.Chr., onder Vespasianus, werd het gebouw vergroot om gladiatorengevechten te kunnen organiseren. Twee jaar later, onder Titus, was het afgewerkt. Het amfitheater bleef in gebruik tot de vijfde eeuw, wanneer keizer Honorius gladiatorengevechten verbood. Het duurde echter tot 681 dat gevechten tussen veroordeelden en wilde dieren niet meer toegelaten was.
Vanaf de vijfde eeuw begon de lokale bevolking de stenen te plunderen. Acht eeuwen later verbood de patriarch van Aquileia verdere afbraak van het gebouw.

### Later gebruik
In de Middeleeuwen werd de binnenkant gebruikt voor begrazing, toernooien van de Orde van Malta en markten. In 1538 stelde de senaat van de Republiek Venetië voor om de arena af te breken en het herop te bouwen in Venetië. Deze voorstellen werden echter afgeslagen. Op een steen op de tweede toren wordt tegenwoordig de tegenstand van senator Gabriele Emo herdacht.
In 1709 werd steen uit het gebouw gebruikt voor de fundamenten van de klokkentoren van de Kathedraal van Pula. Het was de laatste keer dat stenen uit de arena werden weggehaald.

### Restauratie
Auguste de Marmont, de Franse gouverneur van de Illyrische Provincies, startte de restauratie van het amfitheater. Dit werk werd voortgezet in 1816 door de architect uit Ticino, Peter von Nobile, die dit als opdracht had gekregen van keizer Frans I van Oostenrijk.
In 1932 werd de arena geschikt gemaakt voor theaterproducties, militaire ceremonies en publieke evenementen. Tegenwoordig heeft het amfitheater een capaciteit van 7.000 tot 12.500 personen.

## Huidig gebruik
Tegenwoordig wordt de arena vaak gebruikt als concertplaats. Enkele artiesten die hier hebben opgetreden zijn: Foo Fighters, Luciano Pavarotti, Plácido Domingo, Andrea Bocelli, José Carreras, Dino Merlin, Jamiroquai, Anastacia, Eros Ramazzotti, Maksim Mrvica, Norah Jones, Zucchero, Zdravko Čolić, Alanis Morissette, Sinéad O'Connor, Elton John, 2Cellos, Sting, Michael Bolton, Seal, Il Divo, Tom Jones, Manu Chao, Leonard Cohen, Grace Jones, Moderat en David Gilmour.
Het amfitheater wordt ook gebruikt voor films, zoals Titus, een adaptatie van Shakespeares Titus Andronicus uit 1999.
Tevens zijn er twee ijshockeywedstrijden georganiseerd geweest in 2012 in kader van de Österreichische Eishockey-Liga. KHL Medveščak Zagreb speelde op 14 en 16 september van dat jaar tegen HDD Olimpija Ljubljana en Vienna Capitals.

## Panorama

Panoramafoto van de binnenkant van het amfitheater